# Comuna Mirăslău, Alba
Mirăslău (în maghiară Miriszló) este o comună în județul Alba, Transilvania, România, formată din satele Cicău, Decea, Lopadea Veche, Mirăslău (reședința), Ormeniș și Rachiș.

## Demografie
Componența etnică a comunei Mirăslău
     Români (61,44%)
     Maghiari (24,88%)
     Romi (5,43%)
     Alte etnii (0,11%)
     Necunoscută (8,14%)
Componența confesională a comunei Mirăslău
     Ortodocși (60,66%)
     Reformați (23,55%)
     Greco-catolici (2,38%)
     Penticostali (1,5%)
     Baptiști (1,27%)
     Alte religii (2,16%)
     Necunoscută (8,48%)
Conform recensământului efectuat în 2021, populația comunei Mirăslău se ridică la 1.805 locuitori, în scădere față de recensământul anterior din 2011, când fuseseră înregistrați 1.985 de locuitori. Majoritatea locuitorilor sunt români (61,44%), cu minorități de maghiari (24,88%) și romi (5,43%), iar pentru 8,14% nu se cunoaște apartenența etnică. Din punct de vedere confesional, majoritatea locuitorilor sunt ortodocși (60,66%), cu minorități de reformați (23,55%), greco-catolici (2,38%), penticostali (1,5%) și baptiști (1,27%), iar pentru 8,48% nu se cunoaște apartenența confesională.

## Politică și administrație
Comuna Mirăslău este administrată de un primar și un consiliu local compus din 11 consilieri. Primarul, Aurel Mărginean[*], de la Partidul Social Democrat, este în funcție din 1 noiembrie 2024. Începând cu alegerile locale din 2024, consiliul local are următoarea componență pe partide politice:
|  | Partid                                 | Consilieri | Componența Consiliului | Componența Consiliului | Componența Consiliului |
|  | -------------------------------------- | ---------- | ---------------------- | ---------------------- | ---------------------- |
|  | Partidul Național Liberal              | 3          |                        |                        |                        |
|  | Partidul Social Democrat               | 3          |                        |                        |                        |
|  | Uniunea Democrată Maghiară din România | 2          |                        |                        |                        |
|  | Uniunea Salvați România                | 2          |                        |                        |                        |
|  | Alianța pentru Unirea Românilor        | 1          |                        |                        |                        |

## Atracții turistice
- Biserica "Sfinții Arhangheli" din satul Cicău, construcție secolul al XV-lea
- Biserica de piatră "Sfântul Petru" din satul Mirăslău
- Biserica greco-catolică de piatră din satul Ormeniș, construcție 1876
- Monumentul Eroilor din satul Mirăslău
- Monumentul Eroilor din satul Decea
- Situl arheologic din satul Lopadea Veche
- Situl arheologic "Cânepiști" din satul Ormeniș

## Personalități născute aici
- Ion Mărgineanu (n. 1949), scriitor, autor a peste o sută de cărți de poezie, proză, teatru și folclor.

## Vezi și
- Biserica „Sf. Arhangheli” din Cicău
- Trascău (sit de importanță comunitară inclus în rețeaua ecologică europeană Natura 2000 în România) și Munții Trascăului (arie de protecție specială avifaunistică (sit SPA).
- Confluența Mureș cu Arieș (sit de importanță comunitară)